# Moulton (Teksas)
Moulton je gradić u američkoj saveznoj državi Teksas. Prema popisu stanovništva iz 2010. u njemu je živjelo 886 stanovnika.